# 上海广电集团
上海广电 (集团) 有限公司（SVA）簡稱上廣電，是中華人民共和國上海市歷史上的一家电子显示产品和電視顯示器制造商，為國有企業。

## 历史
1995年成立，1997年從上海儀電剝離，成為獨立企業。下屬2家子公司，分別為上海广电电子股份有限公司（成立於1986年）和上海广电信息产业股份有限公司（原名上海广电股份有限公司、上海广播电视(集团)公司，1990年6月由上海电视一厂、上海无线电四厂等企业组成，2001年6月28日，上海广电股份有限公司更名为上海广电信息产业股份有限公司）。2003年11月，上海广电集团與NEC組建合資企業上廣電NEC，開始生產TFT-LCD面板，但經營境況不佳，出現持續虧損情況。
2009年3月25日，上海市政府成立上广电托管小组，負責處理上廣電債務。6月7日，上广电集团旗下的两家上市公司广电电子及广电信息发布公告称，上海仪电集团将分别以11.11亿元、10.75亿元的价格，收购上广电持有的广电电子30.07%及广电信息42.24%股权。2010年，上廣電業務基本已併入上儀電。截至2021年，上海儀電下屬子公司有上海广电进出口有限公司和上海广电通信技术有限公司帶有「上廣電」的稱呼。